# Iglesia luterana de San Marcos
La Iglesia Luterana de San Marcos es una histórica Iglesia luterana Sínodo de Misuri ubicada en el lado este de la carretera 83 en Elberta, Alabama, Estados Unidos. Fue construida en 1927 y agregada al Registro Nacional de Lugares Históricos en 1988.